# Ficedula hypoleuca

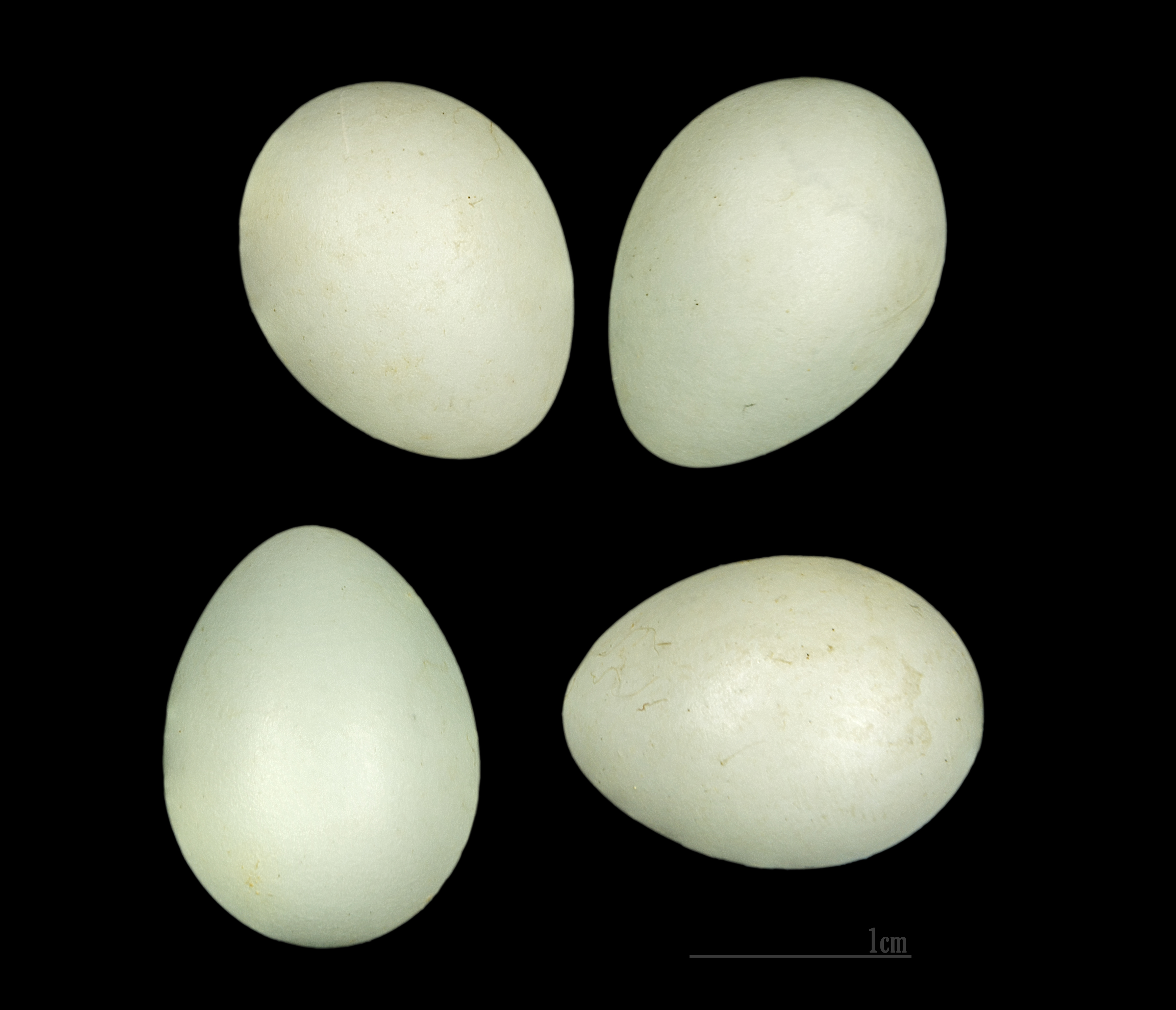
Huevos de Ficedula hypoleuca

El papamoscas cerrojillo (Ficedula hypoleuca) es una especie de ave paseriforme de la familia de los papamoscas (Muscicapidae), extendido por la mayor parte del Viejo Mundo. No está amenazada y su población europea se estima entre veinticuatro y treinta y nueve millones ejemplares.

## Taxonomía
Fue descrita por Peter Simon Pallas en 1764 bajo el nombre de Motacilla hypoleuca. Tiene descritas tres subespecies:
- F. h. hypoleuca - La nominal, se encuentra en la mayor parte de Europa hasta el oeste de Siberia, inverna en África tropical.
- F. h. iberiae - Se encuentra en la península ibérica, inverna en el oeste de África. Tiene la cola completamente negra, la mancha blanca de la frente más grande y una mancha blanca grande en las primarias del ala.
- F. h. sibirica o tomensis - Presente en la taiga del oeste de Siberia, de los montes Urales, al río Yenisei; inverna en el este de África.

Ficedula speculigera es considerada en ocasiones una subespecie de F. hypoleuca, pero otras fuentes la consideran una especie aparte. Es propia del noroeste de África y parecida a F. h. iberiae.
Se hibrida mucho con otras especies del género Ficedula en especial con el papamoscas collarino.

## Descripción
Es un pájaro pequeño, mide entre 12 y 13,5 cm de largo. La especie presenta dimorfismo sexual.
El macho en época de cría es principalmente negro en sus partes superiores y blanco en las inferiores. En otoño e invierno su plumaje es más parecido al de la hembra, con el dorso y la cabeza pardas y las alas negras. En ambos plumajes el macho presenta una mancha blanca en la frente, justo encima del pico.
La hembra es blanca por debajo, y de color pardo por encima, excepto las alas que son negruzcas. En ambos sexos tienen una mancha blanca en las terciarias que es de mayor tamaño en los machos. El pico es negro, alargado, fino y puntiagudo.

### Voz
Su reclamo es un "pik" corto, metálico y lo repite incansablemente.

## Distribución y hábitat
Cría por la mayor parte de Europa y del oeste de Asia. En invierno migra al oeste de África.
Son aves forestales, sobre todo de bosques de frondosas, también en parques con árboles maduros.

## Comportamiento
Es un pájaro muy inquieto y activo. Cuando está posado, suele chasquear el ala hacia arriba, rápidamente y bastantes veces. Son insectívoros, cazando al vuelo buena parte de su alimentación.